# Salsa madre
En gastronomía, una salsa madre (sauce mère) es una salsa que sirve como base para una amplia gama de salsas derivadas y se usa en multitud de platos. Este concepto fue concebido por el chef francés Antonin Carême (1785-1833), y actualizado por Auguste Escoffier (1846-1935) y es particularmente frecuente en el contexto de la haute cuisine y la cocina francesa.  
Muchas salsas madre comienzan por preparar un roux, una bresa (mirepoix) o un fondo claro. El roux consiste en cocinar harina y alguna grasa (mantequilla, aceite de oliva, manteca...) y sirve para espesar y ligar las salsas. La bresa o mirepoix consiste en verduras, generalmente apio, cebolla y zanahoria, cortados muy fino que se cuecen y aportan sabor a la salsa. El fondo claro es uno de los fondos de la cocina profesional, que consiste un caldo hecho a partir de cocer huesos en agua. 

## Salsas madre
Las salsas madre son seis:

### Salsa bechamel

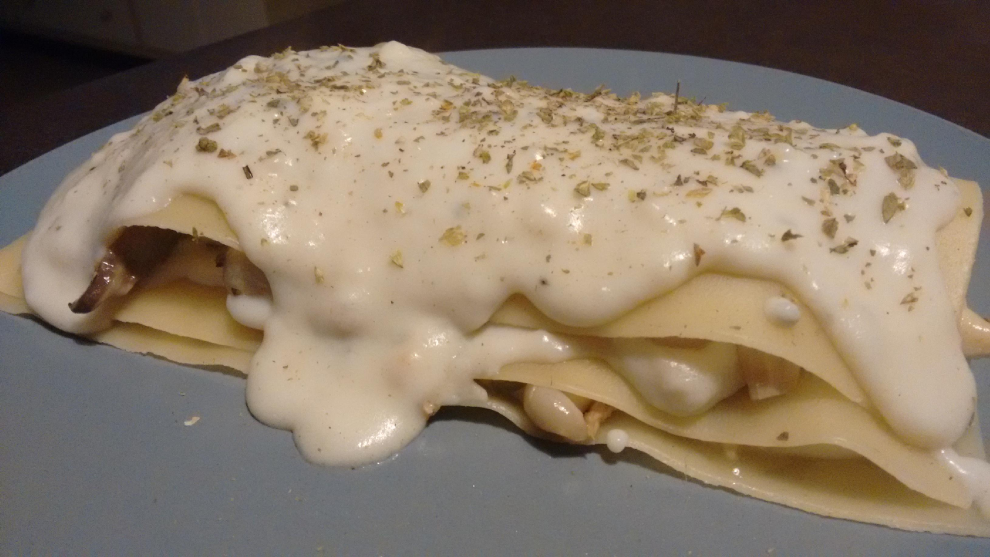
Salsa bechamel.

La béchamel (en francés) o besciamella (en italiano) se compone de:
- Leche
- Roux: harina y mantequilla.
- Saboritzante: bresa o mirepoix (apio, cebolla y zanahoria).
- Sazón: sal, clavo, laurel, nuez moscada y/o pimienta blanca.

De la salsa bechamel derivan: la salsa Aurora, la Mornay, la salsa de mostaza, la Nantua, la de queso, la écossais y la Soubise.

### Salsa española
La espagnole se compone de:
- Roux oscuro
- Pasta de tomate (coulis)

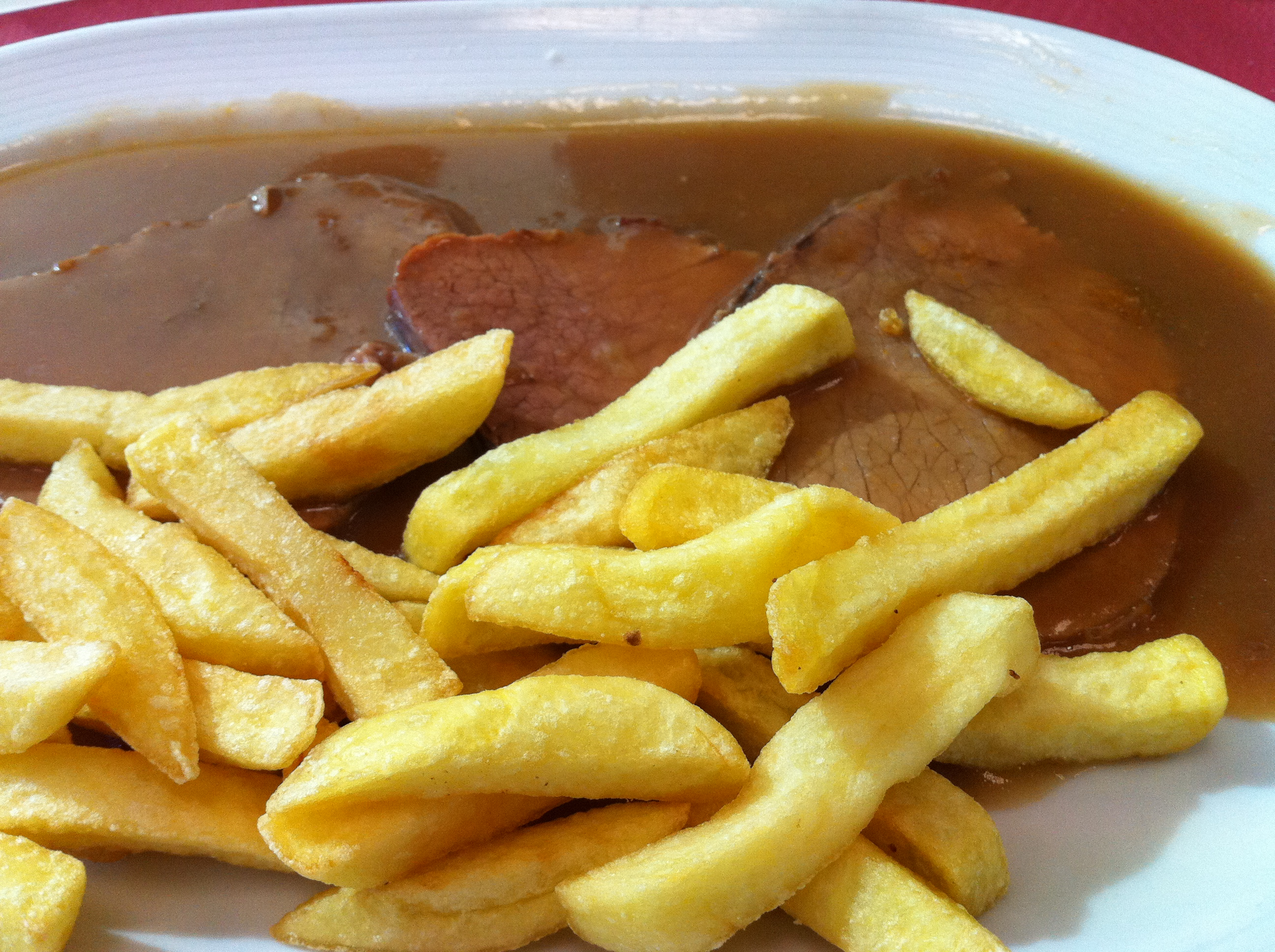
Salsa española.

- Saborizante: bresa o mirepoix (apio, cebolla y zanahoria).
- Caldo, generalmente de ternera.[3]
- Sazón: sal, ajo, laurel, tomillo, bouquet garni y/o pimienta.

De la salsa española deriva la salsa africana, la demi-glace, la bigarade, la grand veneur y la poivrade.

### Salsa holandesa
La hollandaise se compone de:
- Yema de huevo, emulsionante

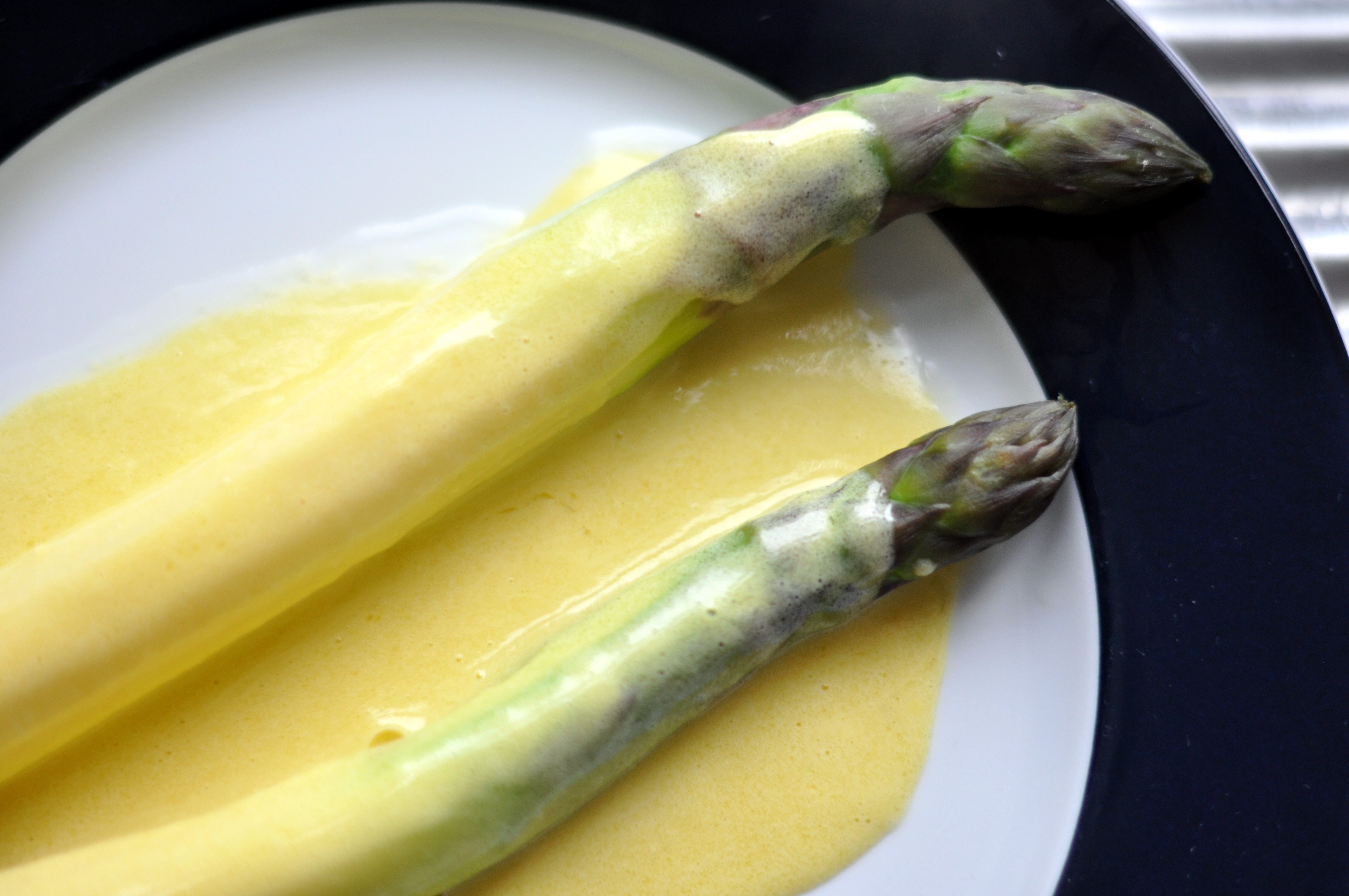
Salsa holandesa.

- Vinagre o jugo de limón, acidificador
- Mantequilla blanda
- Sazón: sal, pimienta negra, blanca y/o de Cayena.

De la salsa holandesa derivan: la salsa bearnesa, la bávara, la chorón, la Dijon, la paluesa, la maltesa y la crème fleurette.

### Salsa mayonesa

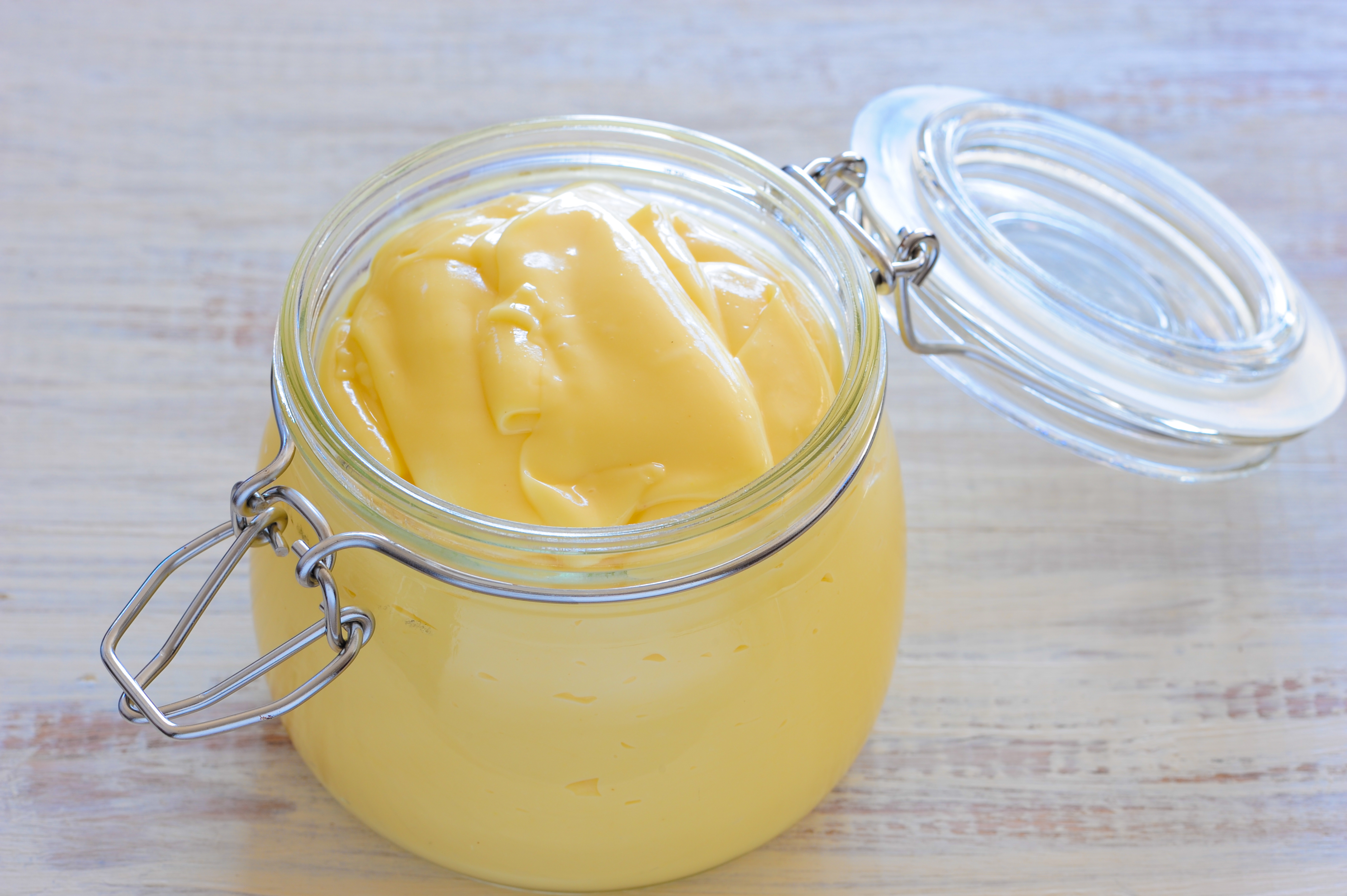
Salsa mayonesa.

La mayonnaise (mayonesa o mahonesa en español) se compone de:
- Yema de huevo, emulsionante
- Vinagre o jugo de limón, acidificador
- Aceite de oliva
- Sazón: sal

De la salsa mayonesa derivan: la salsa gribiche, la samurái, la andalouse o la rémoulade. También se deriva la salsa golf (llamada salsa rosa en España, mayocachú en República Dominicana y salsa rosada en Venezuela).

### Salsa pomodoro

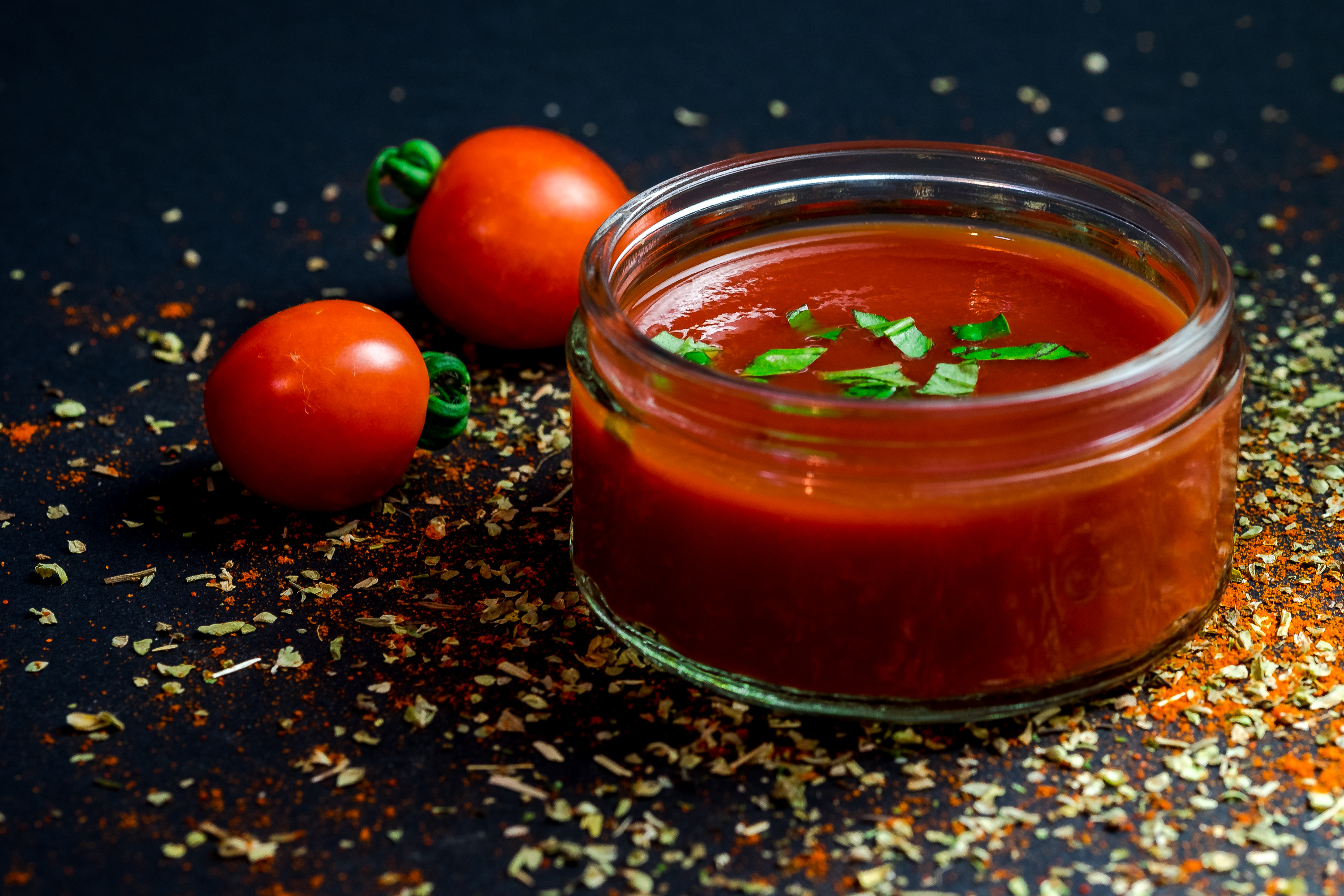
Salsa pomodoro.

La pomodoro ('tomate' en italiano) se compone de:
- Tomate, puré
- Saborizante: bresa o mirepoix (apio, cebolla y zanahoria) o pimiento.
- Roux: harina y aceite de oliva, solo en la versión francesa. La versión italiana no se usa roux, sino que se deja reducir.[3]
- Vinagre.
- Fondo blanco
- Sazón: sal, ajo, azúcar, laurel, tomillo y/o pimienta.

De la salsa pomodoro derivan: la napolitana, la boloñesa, la portuguesa, la milanesa y la cátsup o kétchup.

### Salsa velouté

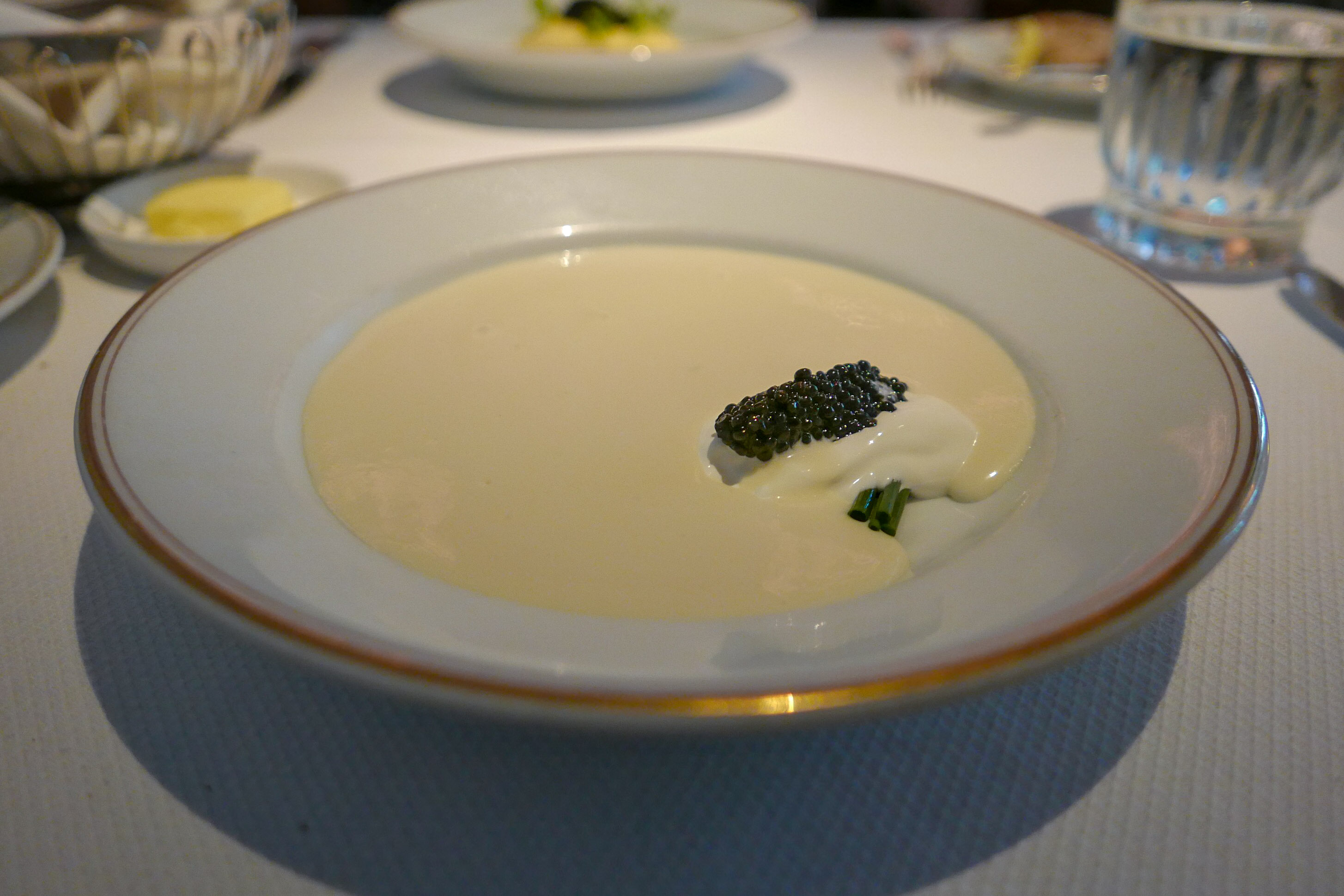
Salsa velouté

La velouté ('aterciopelada' en francés) se compone de:
- Fondo claro, de pollo o ternera
- Roux claro
- Sazón: sal, pimienta blanca y/o nuez moscada.

De la salsa velouté derivan: la salsa alemana (de la cual deriva, a su vez, la poulette), la cardinal, la normanda, la suprema (de la que deriva la salsa Albufera), la salsa brava madrileña, la veneciana y la salsa de vino blanco
.